# Деглет нур
Деглет нур (на алжирском диалекте арабского языка: دقلة نور — «палец света», на классическом арабском языке: دقْلَة النُور — daqlatu (a)n-nūr — буквально, светлая финиковая пальма) — самые популярные финики в мире. Его называют Королевские финики (Royal Dates) за высочайшее качество и вкус. Royal Dates - самый распространённый в странах ЕС из «сухих» сортов финиковой пальмы (Phoenix dactylifera).
Согласно одной из версий, слово «деглет» означает вовсе не «палец», а происходит от «Деджла», арабского названия реки Тигр в Месопотамии, где якобы и появилась впервые эта пальма. Однако все данные указывают на то, что родиной «солнечных пальчиков» является Туггурт в Алжире.
Хотя плоды пальмы «деглет-нур» уступают по размерам и содержанию полезных веществ набирающим популярность в последние годы крупным («королевским финикам») — маджхууль, именно этот сорт традиционно называли «королевой фиников» и «солнцем в миниатюре».
Ухоженная пальма может давать до 100 кг фиников в сезон. Ежегодный урожай фиников в Тунисе составляет около 305 000 тонн (2017 год).
Этот сорт выращивается главным образом в Алжире (в регионе «Зибан» около Бискре) и на юго-западе Туниса. В США крупнейшие плантации расположены в Калифорнии, Аризоне, Техасе, где климат похож на климат Северной Африки.